# 維扎伊哈河
維扎伊哈河（俄语：Вижаиха），是俄羅斯的河流，位於該國西部彼爾姆邊疆區，屬於維舍拉河的左支流，河口處在克拉斯諾維舍爾斯克，河道全長64公里，流域面積375平方公里。